# Chasseguey

Chasseguey este o comună în departamentul Manche, Franța. În 1 ianuarie 2018 avea o populație de 83 de locuitori.